# 峠鬼
『峠鬼』（とうげおに）は、鶴淵けんじによる日本の漫画作品。2018年4月、『ハルタ』（KADOKAWA）Vol.53の付属の小冊子『青騎士』にて1号から6号まで連載。『ハルタ』に移籍して、Vol.67から隔号で連載中。飛鳥時代を舞台にして、「古代神話にファンタジーやSFの視点」が加えられて描かれた鬼漫画。

## あらすじ
山に神、峠に鬼がいたとされた時代。里の風習で神への生贄に選ばれた少女・妙は、旅の途上で里を訪れた道士・役小角、その弟子の鬼・善と謎めいた女性・後鬼と出会う。大神との邂逅や神器の持つ不可思議な力に巻き込まれたことで生贄となる危機を脱した彼女は小角の弟子となり、人知を超越した神々を巡る旅を共にすることを決意する。

## 主な登場人物
妙（みよ）
小角の弟子の一人の少女。切風孫命神の里の氏子であり、自宅に白羽の矢が立ったことで神への供犠とされていたが、小角によって救われ彼に同行するようになる。直情的に大胆な行動しがちで、人が触れることを許されない神器を使ってしまい大神の怒りに触れるなど波乱を招くことが多いが、神器の呪いから小角を救うために単身大神に直訴したり、彼岸と此岸とを行き来するなど道士としての高い素質を持つ。
役小角（えんのおづの）
神と対話する力を持つ高名な行者。役行者（えんのぎょうじゃ）や役優婆塞（えんのうばそく）とも称される。弟子である善と妙を従え、倭国を旅しながら卓越した験力により各地で大神たちと渡り合う。
少年期に師匠・不来巳（こずみ）に付き従い、葛城山の神である一言主に仕えていた。利害の調整をせず無分別に嘆願者たちの願いを聞き入れる一言主に反発しているが、同時に恋心も抱いており、現在の旅の密かな動機にもなっている。
生駒山での峨嵋行（飢饉に苦しむ人々を見殺しにする精神修行）を命ぜられた際に鬼となった善と出会い、見捨てることができずに弟子として引き取った。苦しむ人を見捨てることのできない性格のために、たとえ自らの命を狙う人食いの鬼であっても救いの手を差し伸べようとする。
善（ぜん）/前鬼（ぜんき）
小角の弟子である鬼の少年。時代にそぐわない現代的な髪形に金髪という出で立ちで首にはマフラーを巻き、笈を背負っている。普段は人間の姿であるが、首に刺さった封印の杭を引き抜くことで山羊のような角が生えて鬼の姿となる。当初は人間である妙を見下し、冷たい態度をとっていたが行動を共にするにつれて彼女を認めるとともに無意識のうちに好意を抱きつつある。粗野な言動が目立つ一方で漢籍を嗜むなど対照的に教養を持つ。
かつては人間であったが、飢饉によりやむを得ず家族の死肉を口にしたことで鬼となった。修行中の小角と出会い、人間に戻るという夢を叶えるために彼に付き従う。
後鬼（ごき）
小角と同行していた女性。仮面で素顔を隠し、高貴な出自を想起させる装飾品を身に着けている。病に苦しむ人々に薬を施したり、慈しみに溢れた態度で接する。
妙からは役小角の弟子と思われていたが、実際には小角が妟尹石から神器を切風孫命神へ渡すよう依頼された際に目的地が同じであったことから一行に合流したため小角の弟子ではなく、彼らも後鬼の素性を知らなかった。
その正体は未来の妙本人である。切風孫命神の下まで送り届けられると、去り際に正体をほのめかして神器『環蛇の鏡（かんだのかがみ）』により未来の役小角の下へと戻っていった。
東宮（あずまのみや）
岡本宮にある御所に居を構える若い高僧。道昭の弟子であり役小角とは古くからの知り合い。仏僧でありながら多くの妻を娶るという女たらしで、耽美な振る舞いで妙をも狙う。小角から妙の身の安堵を依頼され、旅を諦めさせるために香炉・四眼香を用いて小角と善との旅の記憶を消し、宮中に入り自分の妻となる未来の幻覚を見せる。
親の分からない貴族の子として宮中に生まれ、兄と称する貴族の男に目をかけられて育てられるが、老齢となり政争に明け暮れて疑心暗鬼となった兄に自らの地位を簒奪しようとしているとの疑いをかけられ、潔白を証明するために朝廷での地位を捨てて出家し、現在に至っている。
作中では朝廷が近江派と飛鳥派とに分裂しており、飛鳥派によって彼が次の大王（天皇）として擁立されているとの描写があるほか、東宮が大海人皇子（後の天武天皇）であり、彼を育てた「兄」は現在皇位に就いていることから天智天皇である可能性がある。
道昭（どうしょう）
玄奘三蔵の弟子で朝廷に仕える高名な僧侶。爆徳坊主を自称し、山を歩けば動物が寄ってくるほど徳の高い人物であり、豪快な性格。役小角が峨嵋行を終えて飢えに苦しんでいるときに出会い、哀れに思って自分の寺へ居候させる。
善を人間に戻すために各地の大神から力を借り、葛城山を目指そうとする小角に師である玄奘から譲り受けた七曜七星剣を貸し与える。
役白専（えんのしらと）
役小角の母親。商売根性たくましく、かつて一言主の氏子を騙って葛城山の麓で宿を開き、訪れる嘆願者たちへ杖や酒を売りつけていたが、変装して現れた一言主に対して彼女とは知らずに軽口を聞いたことで不老の身となり、年齢は60を超えているにも関わらず18歳の頃の外見を保っている。しかし不老は外見のみで内臓を始め身体機能は年齢相応に衰えており、容姿との乖離が進行している。
現在は葛城山の麓で宿のみを営んでいる。
不来巳（こずみ）
役小角の師匠である仙人。朝廷の政に大きな影響力を有する三世上人の一人。小角からは「老師」と呼ばれている。小角が幼少期の頃から仙人になるために厳しい教育を施しており、その過程で一言主に仕えさせた。最後の試練として生駒山の善の住む里で意図的に飢饉を発生させ、そこで小角に峨嵋行を命ずるが、小角が善を連れて修行を放棄したことで行方を眩ませられる。
峨嵋行の失敗から年月が経ち、無人となった葛城山で小角と再会した時には第三の目が開眼しており、峨嵋行のために里を壊滅させたことを知って激昂した善によって頭部を潰されるが、これを物ともせず肉体を再生させたほか、巨鳥に変化する能力など仙人の域に達していた。長年にわたり手塩にかけてきた小角を偉大な仙人とすることに執着しており、これを拒否した彼を従わせるために障害となる妙や善を殺害しようとする。
小角に対して峨嵋行の失敗や修行からの逃亡を一切咎めず、昇仙するまで何度でも峨嵋行の環境を作ろうとしたり、とある事情から森で遭遇した妙から唐突に弟子入りを申し込まれた際には、見込みはないとしつつも弟子入りを許したりするなど常人離れした思考を持ちながら面倒見は良い。
辛国（からくに）
宮中の典薬寮に仕える道士。道昭とは古い仲。
朝廷が二分される中、自らが仕える東宮を次代の天皇とするために投獄された小角の手助けと引き換えに、三種の神器を吉野の東宮の元へ運ぶ依頼をする。
義学（ぎがく）
鬼が住まう出雲の秘境「歩（あよ）の里」を統べる人間の男性。鬼たちからは「カシラ」と呼ばれており、義玄とは夫婦。栄養失調により身体が衰弱していたが、小角の治療により回復する。
元々は敬虔な仏教徒であり、出雲の豪族に「歩の鬼」退治を依頼され、魔の権化である鬼と相見えることで逆説的に仏の存在を確信できるとの考えから嬉々として鬼の元へ向かうが、義玄をはじめとする鬼たちによって簡単に捕縛されてしまう。しかし、悪鬼であるはずの彼女らに殺されるどころか危害すら加えられずに見逃されたことから、鬼たちが世間で言われるような憎むべき存在ではないと考えるようになり、鬼に対する理解を深めるために里へ住み始めた。
里に入る際に鬼たちから信頼を得るために自らの左目を短刀で突き刺して、彼らと同じように片目を失った。鬼たちに略奪や人食いを止めさせるために、農耕や狩猟を教えることで文明的な社会を築き上げたことで鬼たちから感謝され、頭領として祭り上げられた。
「鬼とは何か」を探求しており、その過程で人間以外の動物は鬼にならないことを発見している。
なお、「義学」は実際の役小角伝承における前鬼（小角に仕えた男の鬼）の別名でもある。
義玄（ぎげん）
「歩の里」に住む女性の鬼。腕っぷしの利く男勝りな性格で里の鬼からは「アネゴ（姉御）」と呼ばれる。義学とは夫婦であり、一児の母でもある。
かつて鍛冶を生業としていた集団の一人であり、冶金の火花により左目を失っている。戦乱により故郷を追われ、生活の途を失ったことで山中をさまよう流民となり、その途上で行き倒れた仲間の肉を食らったことで角を持つ鬼となった。
里の近くを旅していた小角らを鬼退治の一行と勘違いして捕らえるが、誤解が解け、小角が医術に通じていることを知ると義学の治療を懇願した。
夫との間にできた幼い子には鬼の角が無いが、「こんなものないに越したことはない」と角の有無に関わらず溺愛している。
「義学」と同様に「義玄」は後鬼（小角に仕えた女の鬼）の異名である。

## 登場する神々
一言主（ひとことぬし）/葛城の神
葛城山に住まう大神。その名の通り、発した言葉がすべて現実のものとなる強大な神通力を有しており、その力をあやかろうとして各地から参拝する者が絶えない。霞衆と呼ばれる従者たちに身の回りの世話をされており、小角らからは「コト様」と愛称で呼ばれている。本来の姿は巨大な龍であるが、これを自ら醜いと厭い人間の前に現れる際には専ら若い女性の姿をとることが多い。親しみを持て人と接する明るく朗らかな性格であるが、嘆願に訪れた者たちの願いをその影響や利害を一切考慮せず、言葉どおりそのままに叶えてしまうために少年期の小角からそのやり方を猛反発されていた。
小角が青年となった頃に病に伏したことで祠の奥深くに引き籠って以来、嘆願を聞くことができなくなった。願いを聞き入れられないことに業を煮やした権力者の一人が一言主を我が物にするため葛城山を襲撃し、霞衆の多くが無残に殺害されたことに悲しみ、「誰の顔も二度と見たくない」として姿を消す。
前述の事件後、長い間行方が分からなくなっていたが、月面上に社を移していたことが明らかとなる。月面にいる頃には病により全身が黒い痣のような文様で覆われており、葛城山から運んできた泉の水に浸かっている間だけ文様が消える。
妟尹石（あんいんせき）/アンイグンスク
相模国の丹沢に坐するエビシの神。一言主とは親しい仲であり、彼女の知己とされる。巨大な蜘蛛のような姿であるが、小角らに対してはフランクに接し、陽気な口調で人々と相まみえる。四つの眼で過去や未来だけでなく平行世界さえも見通すことができる力を持っており、社の内部には飛行機やロケット、人工衛星などといった遥か未来の品々が吊るされている。また読者の世界も見通せることから、度々読者に向けたメタ的なセリフがある。
彼の持つ神器『四眼香』はその香りを嗅いだ者が見たい夢を見せることができるとされているが、実際には夢ではなく使用者を平行世界へ転移させる香炉であり、東宮が妙に使用した際には妙が東宮に娶られ、その後の戦乱により妙が殺された世界が作り出された。
切風孫命神（きつぷうそんのみことのかみ）/キップソン
妙が住んでいた里の氏神。巨大な大蛇のような姿を持ち、雉を神使として使役する。里を庇護する代償として毎年12歳の娘を生贄として召している。晏尹石とは仲が悪く、年に一度の出雲での寄合では毎回因縁を付け合っては喧嘩をしている。現在の切風孫命神は老齢であり、大神として人々に畏怖を与えるほどの貫録を持っているが、かつては大酒飲みで女好きであり、自らの神使に裸で接待させ、恥じらう様子を肴に酒を飲むなど変態な一面もあった。
『環蛇の鏡』と呼ばれる時空を超越することのできる神器を操る。
早天羅比売神（さでらのひめのかみ）
蚕の姿をした女性の神。社を構える山には人食い鬼が住んでいるため、厄神と思われていたが本来は縁結びの福神である。一言主の知己であり、これにあやかって訪れた小角らを当初は不遜な輩と思い込んでいたが、目的を知るや否や優しく歓待する。
良縁悪縁問わず、如何なる相手でも縁を結ぶことのできる神器『天蚕赤糸（てんさんあかいと）』を持つ。
日吉尾比古（ひえのおびこ）
獅子のような姿をした大神。猩猩を神使とする。治める村人たちからの信仰心を失ったために子供のような姿となり、神器を操る力もなくなったために水害の発生した村を助けずに不貞腐れていた。山から湧く水を使った神酒「真白稗酒（ましらのひえざけ）」を飲み、猩猩の姿となって正気を失った小角と村人たちを救うため、妙が早天羅比売神から受け取った『天蚕赤糸』で彼女と日吉尾比古とを結んだことで、最終的に元の姿と神通力を取り戻す。
間子/アイノコ様
全知とされる大神でその知識を求めて参拝する者が絶えない。その社は現代の男子高校生の自室へと繋がっており、彼がインターネットで調べた知識を訪れた者たちに与えていた。当初は彼こそが「アイノコ様」と思われていたが、真の「アイノコ様」は彼に取り憑いたキノコのような姿をした女性の神である。「アイノコ様」に魅入られたことで彼自身が神器となり、食料と電気は尽きないものの自室ごと異空間に囚われているために元の世界に戻ることができなくなっている。このような異常な状況の中で「アイノコ様」の神器となっていることは明確には理解していない様子であるものの、「不幸ではないから」と漠然と自らの置かれた状況を受け入れている。
男子高校生の本名は不明だが、彼がコーラを飲む様子を見た参拝者たちからは「墨を飲む者」と呼ばれている。
出雲において神々の集いが催された際には幼女の姿で現れた。
能美火神（のみのほのかみ）
ノミの姿をした神。恵みを大きく、厄災は小さくする力を持った神器『蚤楽囃子（そらばやし）』で氏子たちに尊崇されていたが、時代が下るにつれて人々から信仰されなくなったことで神通力を失い、その身も小さくなってしまったことを危惧した結果、『蚤楽囃子』で人々を小さくして従わせることで文字通り身の丈に合った尊崇を集めることを思いついて実行していた。
妙の説得と奮闘により、自分の愚行を恥じ、最後の力で村人たちを元の大きさに戻して自ら社を破壊した。
穂生惧主（ほのきぐぬし）
巨大なオオサンショウウオのような姿をした神。治める里へ落下してきた「天の大井戸」に対し、氏子を守るために身を挺して受け止めたことで異空間に飛ばされ、破ることのできない繭玉に閉じ込められている。繭玉の中では一週間しか経過していないが、外の世界では千年以上経過しており、脱出する手段もなく途方に暮れていた。
時折、「いとガッデム」や「グッネス」など時代にそぐわず英語交じりに話す。神使はチンアナゴ。
天仙（てんせん）
葛城山に向かう途上で役小角一行が遭遇した存在。深い霧の中に無数に展開した触手状の長い髪に触れた人間に「その人にとって最も親しい人」の幻影を見せる。
その正体は宇宙から落ちてきた地球外の知的生命体の幼体。声を用いた言語コミュニケーションではなく、テレパシーのように直接脳に語り掛ける形で意思疎通を図る。地上の神々とは異なる存在であり、迎えに空から現れた母親と思しき存在は人間を「まだ智の浅い種族」と称し、穂生惧主や小角さえも対処に苦悩した天の大井戸を飲み込んで処理してしまう。
大国主（おおくにぬし）/オウォナムティ
国津神の中で最高位の霊格を持ち、地上を治めるあらゆる神々の頂点に君臨する大神。出雲大社を社とする。その背丈は山のように高く、筋骨隆々であるが対照的に顔は穏やかで優しく、小角らにも親しく接する。
かつて地上に葦原中国を造り、倭国の基礎を築いたが国譲りにおける天津神らとの戦いの末、葦原中国を天津神に明け渡すと引き換えに、彼らの子孫である人間たちの繁栄と戦いで倒れた神々への弔意、生き残った国津神らの安堵を約束させた。
一言主を求める小角に対し、月夜見命の助力を得るために天津神への貸し証文を授ける。
月夜見命（つくよみのみこと）
月を支配する天津神。三尊の一柱であり、出雲の山中に社を持つ。巨大なクラゲのような姿を持ち、人間の言葉とはかけ離れた言語とテレパシーを用いるが、小角らが彼の下へ訪ねた際は話しやすいように触手で人間の姿を形成し、現代日本語が入り混じった口語調で話す。
真澄鏡を神器とし、月と月が映った海面、そして各地に散らばった鏡を行き来することができる。
国津神とは異なる強大な神通力を持っているが、天津神をも超越する何者かによって特定の事柄を口にすることを封じる呪（しゅ）をかけられており、人を食らった鬼に生える角の意味を小角が問うた際には話す前に人間態が崩壊し、月夜見命を縛る上位の存在を示唆した。

## 書誌情報
- 鶴淵けんじ『峠鬼』KADOKAWA〈ハルタコミックス〉、既刊8巻（2025年8月12日現在）
  1. 2019年8月10日発売[5]、ISBN 978-4-04-735614-6
  2. 2019年8月10日発売[10]、ISBN 978-4-04-735748-8
  3. 2020年8月12日発売[11]、ISBN 978-4-04-736103-4
  4. 2021年4月15日発売[12]、ISBN 978-4-04-736614-5
  5. 2022年3月15日発売[13]、ISBN 978-4-04-736761-6
  6. 2023年4月14日発売[14]、ISBN 978-4-04-737176-7
  7. 2024年8月9日発売[15]、ISBN 978-4-04-737944-2
  8. 2025年8月12日発売[16]、ISBN 978-4-04-738406-4